# Pucciphippsia vacillans
Pucciphippsia vacillans eller snösaltgräs är en gräsart som först beskrevs av Theodor 'Thore' Magnus Fries, och fick sitt nu gällande namn av Nikolai Nikolaievich Tzvelev. Pucciphippsia vacillans ingår i släktet Pucciphippsia och familjen gräs. Inga underarter finns listade i Catalogue of Life. Arten har ej påträffats i Sverige.